# William Henry Walsh
William Henry Walsh (Leeds, 10 de diciembre de 1913 - 7 de abril de 1986) fue un filósofo británico del siglo XX conocido por sus contribuciones a las áreas de Metafísica y Filosofía de la Historia, así como por sus estudios de la filosofía de Immanuel Kant.

## Biografía
Walsh nació en Leeds, Inglaterra, en el año 1913. Era hijo de Fred Walsh, baptista, y May Stephens, católica. Durante su infancia la familia se trasladó a Baildon, cerca de Bradford, donde se educó.
Se graduó en Merton College (Oxford), ganando una beca de investigación junior en 1936 centrándose en la investigación en Filosofía. Se especializó en Kant en la misma institución. Ese mismo año enseñó filosofía en la Universidad de St. Andrews (en la división de Dundee). Al año siguiente regresó a Merton como profesor e investigador en la universidad, donde continuó hasta 1960 (salvo los años de la guerra), cuando se incorporó a la facultad de la Universidad de Edimburgo como profesor de Lógica y Metafísica.
Durante la Segunda Guerra Mundial, Walsh sirvió con el Royal Signal Corps (1940-1941) siendo destinado a la Escuela de Criptografía de Bedford para, más tarde, realizar trabajos de inteligencia en la sede en Bletchley Park al servicio del Ministerio de Relaciones Exteriores (1941-1945).
Se jubiló en 1979 y regresó a Merton como miembro emérito. Walsh murió el 7 de abril de 1986.

## Contribuciones
Walsh contribuyó en diversas áreas como la metafísica, la historia de la filosofía, la ética y la filosofía de la historia. Sus primeros trabajos versaron sobre la filosofía de Immanuel Kant, publicándose su trabajo de posgrado sobre el filósofo como Razón y experiencia (1947). Walsh también se dedicó a estudiar la metafísica, publicando sus perspectivas sobre Platón, Vico, Hume, Hegel, Bradley, Collingwood y Wittgenstein. A pesar de la variedad, Kant siguió siendo su principal objeto de investigación.
La filosofía de la historia también fue el área de contribución de Walsh, su libro Una introducción a la filosofía de la historia (1951) es una de sus obras más traducidas y comentadas. Este libro contiene la división clásica entre filosofía crítica de la historia y filosofía especulativa de la historia. Aunque muy criticada todavía está presente en la base de las discusiones sobre filosofía de la historia.
También contribuyó a los problemas de explicación y objetividad dentro de la Historia.

## Publicaciones
- Reason and Experience (1947).
- An Introduction to Philosophy of History (1951).
- Metaphysics (1963).
- Hegelian Ethics (1969).
- Kant's Criticism of Metaphysics (1976).